# میروگی
میروگی روستایی در استان نیانزا، کنیا می‌باشد.